# Polisportiva Dinamo 2023-2024
Questa voce raccoglie le informazioni riguardanti la Polisportiva Dinamo nelle competizioni ufficiali della stagione 2023-2024.

## Stagione
La stagione 2023-2024 della Polisportiva Dinamo ancora sponsorizzata Banco di Sardegna, è la 14ª consecutiva nel massimo campionato italiano di pallacanestro, la Serie A.
Il 3 novembre, a seguito dell'infortunio accorso a Ousmane Diop, la società ingaggia il centro Taylor Smith. Tuttavia il 10 novembre il general manager Federico Pasquini comunica la decisione di non tesserare il giocatore dopo il mancato superamento delle visite mediche.

## Roster
| Banco di Sardegna Sassari 2023-24 | Banco di Sardegna Sassari 2023-24 |
| Giocatori                         | Staff tecnico                     |
| --------------------------------- | --------------------------------- |

| N. | Naz.                                   | Ruolo | Nome                     | Anno | Alt.   | Peso   |  |
| -- | -------------------------------------- | ----- | ------------------------ | ---- | ------ | ------ |  |
| 0  | Italia (bandiera)                      | P     | Alessandro Cappelletti   | 1995 | 186 cm | 82 kg  |  |
| 1  | Italia (bandiera)                      | G     | Stefano Piredda          | 2006 | 184 cm |        |  |
| 2  | Italia (bandiera)                      | G     | Riccardo Pisano          | 2005 | 192 cm | 81 kg  |  |
| 3  | Estonia (bandiera) · Italia (bandiera) | AG    | Kaspar Treier            | 1999 | 204 cm | 105 kg |  |
| 4  | Italia (bandiera)                      | PG    | Alessandro Dore          | 2006 | 186 cm |        |  |
| 5  | Stati Uniti (bandiera)                 | G     | Breein Tyree             | 1998 | 188 cm | 88 kg  |  |
| 6  | Croazia (bandiera)                     | G     | Filip Krušlin            | 1989 | 198 cm | 94 kg  |  |
| 11 | Stati Uniti (bandiera)                 | P     | Stanley Whittaker        | 1994 | 183 cm | 86 kg  |  |
| 13 | Italia (bandiera)                      | A     | Tommaso Raspino          | 1989 | 198 cm | 91 kg  |  |
| 20 | Lituania (bandiera)                    | AG    | Eimantas Bendžius (C)    | 1990 | 207 cm | 102 kg |  |
| 21 | Italia (bandiera)                      | C     | Luca Gandini             | 1985 | 206 cm | 112 kg |  |
| 22 | Italia (bandiera)                      | PG    | Stefano Gentile (C)      | 1989 | 191 cm | 94 kg  |  |
| 25 | Senegal (bandiera) · Italia (bandiera) | C     | Ousmane Diop             | 2000 | 204 cm | 100 kg |  |
| 26 | Francia (bandiera)                     | C     | Stéphane Gombauld        | 1997 | 202 cm | 91 kg  |  |
| 28 | Stati Uniti (bandiera)                 | A     | Alfonzo McKinnie         | 1992 | 201 cm | 98 kg  |  |
| 30 | Stati Uniti (bandiera)                 | P     | Brandon Jefferson        | 1991 | 175 cm | 80 kg  |  |
| 33 | Grecia (bandiera)                      | A     | Vasilīs Charalampopoulos | 1997 | 204 cm | 109 kg |  |
| -  | Italia (bandiera)                      | G     | Emmanuele Pitirra        | 2004 | 183 cm | 80 kg  |  |

| Allenatore                                                                                           |
| - Piero Bucchi (fino al 24 gennaio) - Nenad Marković (dal 24 gennaio)                                |
| Assistente/i                                                                                         |
| - Massimo Bulleri - Massimiliano Oldoini Legenda - (C) Capitano - (IN) Inattivo - Infortunato Roster |

## Mercato

### Sessione estiva
| Acquisti | Acquisti                 | Acquisti         | Acquisti   | Acquisti |
| R.       | Nome                     | da               | Modalità   |          |
| -------- | ------------------------ | ---------------- | ---------- | -------- |
| P        | Alessandro Cappelletti   | Scaligera Verona | svincolato |          |
| P        | Stanley Whittaker        | Würzburg Baskets | svincolato |          |
| G        | Breein Tyree             | Ostenda          | svincolato |          |
| A        | Vasilīs Charalampopoulos | V.L. Pesaro      | svincolato |          |
| A        | Alfonzo McKinnie         | Capitanes C.M.   | svincolato |          |
| C        | Stéphane Gombauld        | Nancy            | svincolato |          |

| Cessioni | Cessioni         | Cessioni        | Cessioni       | Cessioni |
| R.       | Nome             | a               | Modalità       |          |
| -------- | ---------------- | --------------- | -------------- | -------- |
| P        | Massimo Chessa   |                 | ritirato       |          |
| P        | Gerald Robinson  | Scafati Basket  | fine contratto |          |
| G        | Chris Dowe       | Derthona Basket | fine contratto |          |
| GA       | Giacomo Devecchi |                 | ritirato       |          |
| AP       | Jamal Jones      | Promitheas      | fine contratto |          |
| C        | DeShawn Stephens | Promitheas      | fine contratto |          |

### Dopo l'inizio della stagione
| Acquisti | Acquisti          | Acquisti   | Acquisti         | Acquisti   |
| R.       | Nome              | da         | Data             | Modalità   |
| -------- | ----------------- | ---------- | ---------------- | ---------- |
| P        | Brandon Jefferson | Free agent | 24 dicembre 2023 | svincolato |

| Cessioni | Cessioni          | Cessioni             | Cessioni         | Cessioni    |
| R.       | Nome              | a                    | Data             | Modalità    |
| -------- | ----------------- | -------------------- | ---------------- | ----------- |
| P        | Stanley Whittaker | Uralmaš Ekaterinburg | 25 dicembre 2023 | rescissione |
| PG       | Stefano Gentile   | Trapani Shark        | 31 marzo 2024    | rescissione |